# Galium transcarpaticum
Galium transcarpaticum är en måreväxtart som beskrevs av Stojko och Tasenk.. Galium transcarpaticum ingår i släktet måror, och familjen måreväxter.
Artens utbredningsområde är Ukraina. Inga underarter finns listade i Catalogue of Life.